# Асумайоки
Асумайоки — река в России и Финляндии, протекает по Суоярвскому району Карелии. Устье реки находится в по левому берегу реки Койтайоки. Длина российской части реки составляет 8 км.

## Данные водного реестра
По данным государственного водного реестра России относится к Балтийскому бассейновому округу, водохозяйственный участок реки — Реки Карелии бассейна Балтийского моря на границе РФ с Финляндией, включая Лексозеро. Относится к речному бассейну Реки Карелии бассейна Балтийского моря.
По данным геоинформационной системы водохозяйственного районирования территории РФ, подготовленной Федеральным агентством водных ресурсов:
- Код водного объекта в государственном водном реестре — 01050000112102000010440
- Код по гидрологической изученности (ГИ) — 102001044
- Код бассейна — 01.05.00.001